# 直轄市級及縣（市）級風景特定區
直轄市級及縣（市）級風景特定區，係指按中華民國所頒布之《發展觀光條例》與附屬法規命令《風景特定區管理規則》之規定，完成風景特定區評鑑，被評定為直轄市級及縣（市）級，經直轄市政府、縣（市）政府公告的風景特定區。

## 列表

### 直轄市級風景特定區
1. 新北市：十分風虎頭山風景特定區、石門水庫風景特定區
2. 臺中市：

### 縣（市）級風景特定區
1. 新竹縣：清泉風景特定區

### 待評鑑風景特定區
1. 新北市：淡水風景特定區
2. 臺中市：大坑風景特定區、石岡水壩特定區、霧峰風景特定區
3. 高雄市：六龜彩蝶谷風景特定區、美濃中正湖風景特定區
4. 新竹市：青草湖風景特定區
5. 宜蘭縣：龍潭湖風景特定區、礁溪風景特定區
6. 彰化縣：田尾園藝特定區
7. 南投縣：東埔溫泉風景特定區、廬山溫泉風景特定區、翠峰風景特定區
8. 嘉義縣：中崙風景特定區、仁義潭風景特定區、吳鳳廟特定區
9. 嘉義市：蘭潭風景特定區

## 外部連結
新北市
- 新北市：交通部觀光局 （页面存档备份，存于）
- 新北市觀光旅遊網：新北市政府觀光旅遊局 （页面存档备份，存于）

桃園市
- 桃園市：交通部觀光局 （页面存档备份，存于）
- 桃園觀光導覽網：桃園市政府觀光旅遊局 （页面存档备份，存于）

臺中市
- 臺中市：交通部觀光局 （页面存档备份，存于）
- 臺中觀光旅遊網：臺中市政府觀光旅遊局 （页面存档备份，存于）

臺南市
- 臺南市：交通部觀光局 （页面存档备份，存于）
- 台南旅遊網：臺南市政府觀光旅遊局 （页面存档备份，存于）

高雄市
- 高雄市：交通部觀光局 （页面存档备份，存于）
- 高雄旅遊網：高雄市政府觀光局 （页面存档备份，存于）

苗栗縣
- 苗栗縣：交通部觀光局 （页面存档备份，存于）
- 苗栗文化觀光旅遊網：苗栗縣政府文化觀光局 （页面存档备份，存于）

南投縣
- 南投縣：交通部觀光局 （页面存档备份，存于）
- 南投觀光旅遊網：南投縣政府 （页面存档备份，存于）

宜蘭縣
- 宜蘭縣：交通部觀光局 （页面存档备份，存于）
- 宜蘭旅遊網：宜蘭縣政府 （页面存档备份，存于）

花蓮縣
- 花蓮縣：交通部觀光局 （页面存档备份，存于）
- 花蓮觀光資訊網：花蓮縣政府 （页面存档备份，存于）

臺東縣
- 臺東縣：交通部觀光局 （页面存档备份，存于）
- 台東觀光旅遊網：臺東縣政府交通及觀光發展處 （页面存档备份，存于）